# Detarium senegalense
Detarium senegalense là một loài thực vật có hoa trong họ Đậu. Loài này được J.F.Gmel. miêu tả khoa học đầu tiên.

## Hình ảnh

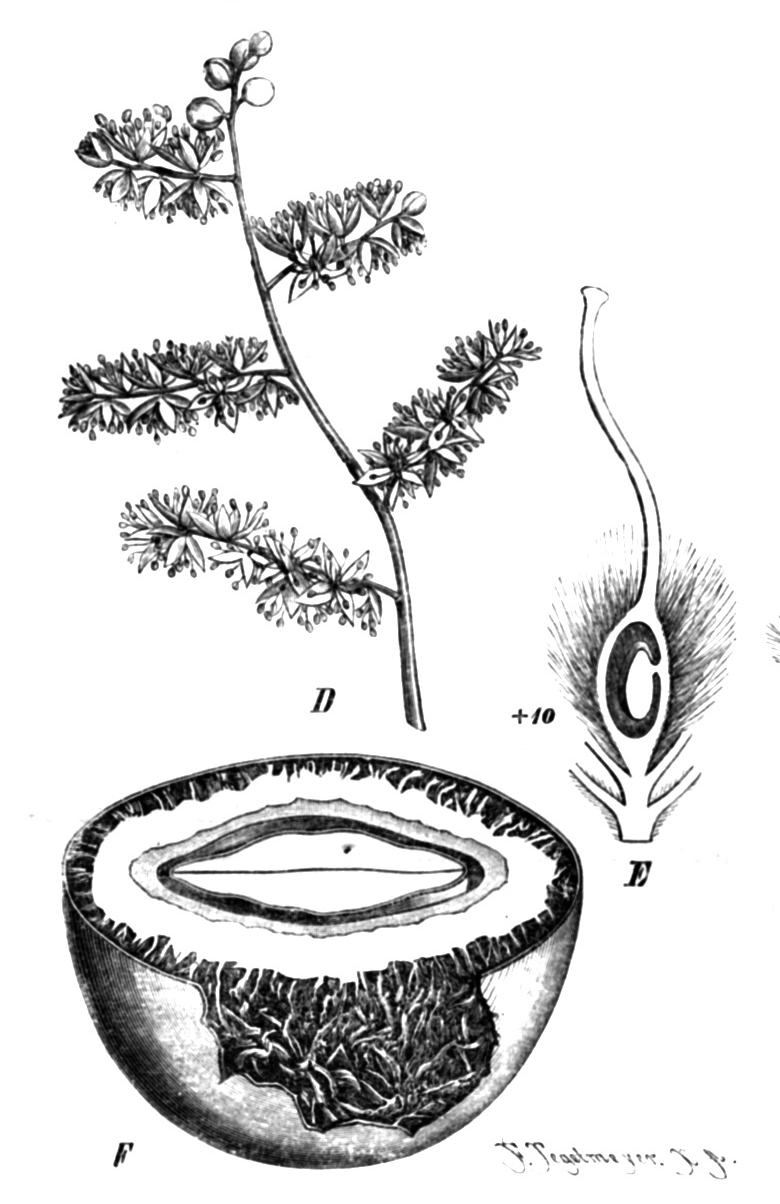